# Astrologia cabalistica

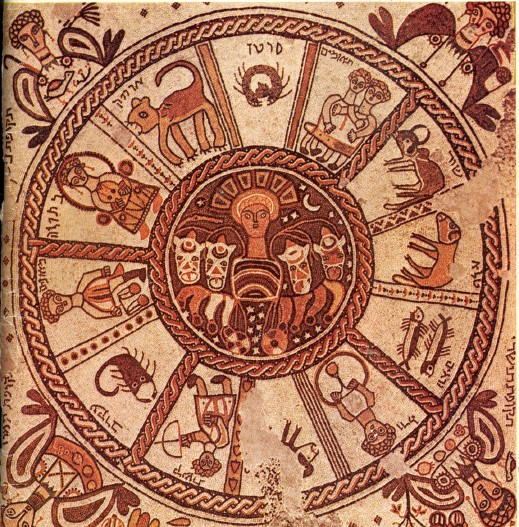
Zodiaco in una sinagoga del VI secolo a Beit Alpha, Israele

In ebraico, l'astrologia era chiamata chokmat ha-nissayon, "la saggezza del pronostico", a differenza di chokmat ha-hizzayon (la saggezza dell'osservazione stellare, o astronomia). Pur non essendo una pratica ebraica o un insegnamento in quanto tale, l'astrologia si diffuse nella comunità ebraica e divenne predominante soprattutto in alcuni libri della Cabala ebraica.

## Nella Bibbia
L'astrologia non viene citata specificamente nella Torah, ma ci sono due comandamenti che sono stati usati da alcune autorità quale base per proibire tale pratica.
Questi comandamenti vengono interpretati da alcune autorità rabbiniche come proibizione dell'astrologia, mentre altre limitano queste mitzvot ad altre forme di divinazione e quindi reputano permissibile l'astrologia.
Nella Bibbia ebraica i profeti si adiravano contro gli "scrutatori di stelle" (hoverei ha-shamayim) in Isaia 47:13 e Geremia 10:2. Gli astrologi di Babilonia erano chiamati Kasdim/Kasdin (Caldei) nel Libro di Daniele. Nella letteratura rabbinica, il termine Caldei veniva in seguito spesso usato come sinonimo per coloro che praticavano l'astrologia.

## Possibile storicità
Alcuni storici ritengono che l'astrologia si sia gradualmente diffusa nella comunità ebraica tramite il sincretismo con l'antica cultura ellenistica. Gli oracoli sibillini lodano la nazione ebraica, perché "non medita sulle profezie dei cartomanti, maghi e prestigiatori, né pratica l'Astrologia, né cercano gli oracoli dei Caldei nelle stelle" (III. 227), sebbene l'autore dell'articolo su Encyclopaedia Judaica che tratta dell'astrologia sostenga che questa visione sia sbagliata. Lo storico antico Flavio Giuseppe biasima il suo popolo per aver ignorato i segni che predicevano la distruzione del Tempio di Gerusalemme.

## Opposizione rabbinica
Nelle prime opere rabbiniche classiche scritte in Terra di Israele (Talmud gerosolimitano e le compilazioni midrash palestinesi) gli astrologi sono noti come astrologos e astrologiyya. Nelle opere rabbiniche classiche scritte a Babilonia, gli astrologi sono chiamati kaldiyyim, kalda'ei, e iztagninin.
Il Talmud babilonese, in Shabbat 156a, registra una citazione rabbinica che descrive quei tratti del carattere associati con l'essere nati in giorni specifici della settimana. Questa concessione alla superstizione comunque non si estendeva alla astrologia, come Rabbi Johanan bar Nappaha, l'Amora della Terra d'Israele, ebbe a dire: "non c'è mazal (letteralmente "stella ") per Israele, ma solo per le nazioni [che riconoscono la validità dell'astrologia]." Questa opinione era condivisa da Rav (Bavli Shabbat 156a). Inoltre, mentre il Talmud babilonese Sanhedrin 65 si limita a suggerire che i singoli ebrei non possono consultare un astrologo, il Trattato Bavli Pesachim 113b afferma chiaramente che gli ebrei non possono consultare gli astrologi.
Samuel di Babilonia (250 e.v. ca.) è l'unico saggio nel Talmud che abbia seriamente studiato l'astrologia, tuttavia asserì che non era compatibile con l'Ebraismo. Citando il Deuteronomio 30:12, "La legge non è nei cieli", divenne noto per aver insegnato che "la Torah non [può/deve] stare insieme all' "arte" che scruta i cieli" (Midrash Rabbah Deuteronomio 8:06). Un'osservazione analoga fu fatta dal saggio babilonese Jose di Hu'al: "Noi non ci è permesso far appello ai Caldei, poiché sta scritto (Deuteronomio 18:13), 'Tu sarai irreprensibile verso il Signore tuo Dio'" (Bavli Pesachim 113b).
La Letteratura rabbinica annota che Rabbi Akiva si opponeva alle credenze astrologiche (cfr. per es., Sifre, Deuter. 171; Sifra, Kedoshim, VI; Sanhedrin 65). Le mitzvot di Maimonide affermano che non si deve prestar fede alle superstizioni.

## Accettazione rabbinica
Tuttavia altre dichiarazioni del Talmud e della letteratura midrash dimostrano che molti ebrei avevano un certo livello di ammirazione per l'astrologia.
Alcuni sostengono che le stelle in generale controllano veramente il destino delle persone e delle nazioni, ma Abramo ed i suoi discendenti furono fortificati e innalzati dalla loro alleanza con Dio e quindi raggiunsero un alto livello di libero arbitrio. (Midrash Genesi Rabbah 44:12, Yal., Ger. 285). Una dichiarazione nella Tosefta (Kiddushin 5,17) sostiene che la benedizione concessa ad Abramo fu il dono di astrologia. Midrash Rabbah Ecclesiaste afferma che i governanti di alcune nazioni non ebraiche erano esperti in astrologia, e che anche Salomone aveva competenze in questo ambito.(7:23 nr. 1)
C'è una storia nel Talmud, secondo cui Dio mostrò ad Adamo tutte le generazioni future, compresi i loro scribi, studiosi e governanti (Bavli Avodah Zarah 5a). Secondo questa fonte, il patriarca biblico Abramo portava sul petto una tavoletta astrologica su cui si poteva leggere il destino di ogni uomo. Così si dice che i re si radunavano davanti alla sua porta per chiedere consiglio.
Esiste un ammonimento che avverte come sia pericoloso bere acqua il mercoledì e venerdì sera (Pesachim 112a). Samuel, medico e astrologo, insegnava che era pericoloso far sanguinare (cfr Salasso) un paziente il lunedì, martedì o giovedì, perché nell'ultimo giorno citato Marte regna nelle ore pari della giornata, quando i demoni fanno il loro gioco. Similmente, la luna nuova era altresì considerata come un periodo sfavorevole per il sanguinamento, come lo erano anche il terzo del mese e il giorno precedente una festa. (Bavli Shabbat 129b).

### Interpretazioni
Tuttavia, storie contrastanti vengono riportate. Si dice che Abramo abbia previsto in queste tavolette astrologiche che non avrebbe avuto un secondo figlio, ma Dio gli disse: "Basta con la tua astrologia, per Israele non esiste mazal ("fortuna", letteralmente "pianeta" o "costellazione")!" La nascita del suo secondo figlio, il patriarca Isacco, poi smentisce l'idea che l'astrologia sia valida. (Bavli Shabbat 156a). Midrash Genesi Rabbah afferma che Abramo non era un astrologo, ma piuttosto un profeta, in quanto solo coloro che stavano sotto le stelle potevano essere soggetti alla loro influenza, ma Abramo era al di sopra delle stelle (Genesis Rabbah xliv. 12).
In generale, molte persone citate nel Talmud credevano che, in teoria, l'astrologia avesse il merito di essere una qualche sorta di scienza, ma erano scettici sul fatto che i segni astrologici potessero essere interpretati correttamente o in modo pratico. Commentando sugli astrologi in Sotah 12b, il Talmud dice di loro che "scrutano e non sanno che cosa scrutano, riflettono e non sanno cosa riflettono."
La forma più popolare di credenza astrologica era la scelta dei giorni propizi. Secondo questa idea, certi periodi di tempo sono considerati fortunati o sfortunati. Rabbi Akiva è contro la convinzione che l'anno prima del giubileo sia particolarmente benedetto. Si condanna anche la credenza che nessun affare debba essere iniziato con la luna nuova, il venerdì o il sabato sera (Sifre, Deuteronomio 171; Sifra, Kedoshim, VI.; Sanhedrin 65).

## Correlazione tra calendario ebraico e zodiaco
Il Talmud identifica le dodici costellazioni dello zodiaco con i dodici mesi del calendario ebraico. La corrispondenza delle costellazioni coi loro nomi in ebraico ed i mesi è il seguente:
1. Ariete - Ṭaleh - Nisan
2. Toro - Shor - Iyar
3. Gemelli - Teomim - Sivan
4. Cancro - Sarṭon - Tammuz
5. Leo - Ari - Av
6. Vergine - Betulah - Elul
7. Libra - Moznayim - Tishri
8. Scorpione - ‘Aḳrab - Cheshvan
9. Sagittario - Ḳasshat - Kislev
10. Capricorno - Gedi - Tevet
11. Aquario - D‘li - Shevat
12. Pesci - Dagim - Adar

Alcuni studiosi identificano i dodici segni dello zodiaco con le dodici tribù di Israele.

## Nel Medioevo
Molti rabbini dell'era geonica (dopo la chiusura del Talmud, primo periodo medievale) discussero delle varie opinioni talmudiche e midrashiche sull'astrologia. Un responsum afferma una veduta di mezzo: Otzar HaGeonim 113, conclude che l'astrologia ha una qualche realtà, in quanto le stelle danno certe inclinazioni alla persona; tuttavia ogni persona ha l'abilità di superare tali inclinazioni e quindi mantenere un libero arbitrio.
L'astrologia venne praticata da alcuni ebrei durante tutto il Medioevo, sia come arte professionale che come scienza. Provenendo dall'Est, gli ebrei furono a volte considerati come eredi e successori dei Caldei. Per questo motivo gli ebrei a volte furono reputati dal mondo occidentale quali maestri di Astrologia. Il loro presunto potere sul destino a volte riempiva le masse di timore e paura.

## Moshe Chaim Luzzatto
Nel suo Derekh Hashem Sezione II, capitolo 7, Mosè Luzzatto discute l'influenza delle stelle sull'umanità e sugli eventi della terra. Fornisce due ragioni per l'esistenza di stelle e pianeti. La prima è che stelle e pianeti preservano l'esistenza di tutte le cose fisiche sulla terra, come mezzi tramite i quali le forze spirituali vengono trasmesse a entità fisiche. La seconda è che gli eventi sulla terra sono inoltre avviati attraverso attività planetarie e stellari. Luzzatto afferma che ogni fenomeno terrestre è assegnato ad una specifica stella, che lo controlla. Citando il detto talmudico in Sanhedrin 156a - "per Israele, non c'è mazal ("fortuna ", letteralmente "pianeta" o "costellazione")", egli afferma anche che le potenze superiori (cioè Dio o gli angeli) possono superare le influenze di questo sistema, e che in genere lo fanno per gli ebrei.
Luzzatto prende atto che le leggi e le norme che regolano questo sistema di influsso astrologico sono estremamente complesse e non facilmente verificabili attraverso l'osservazione diretta, quindi gli astrologi sono raramente in grado di predire il futuro con precisione e in modo chiaro. L'accuratezza delle loro previsioni è ulteriormente ridotta dalla citata propensione della Divina provvidenza di intervenire e trascendere il sistema. Ciò, afferma Luzzatto, spiega l'uso della parola me'asher ("qualcosa") nel Isaia 47:13: "si presentino e ti salvino gli astrologi che osservano le stelle, i quali ogni mese ti pronosticano che cosa ti capiterà". Secondo Luzzatto, questo significa che possono dire qualcosa sul futuro, ma non tutto.

## Opinioni moderne
Critiche e proibizioni contro l'astrologia appaiono nel commentario ufficiale della Torah dell'Ebraismo conservatore e sul sito ufficiale dell'Ebraismo riformato, e molti rabbini conservatori e riformati hanno scritto contro tale pratica. La posizione tradizionalista ortodossa e dell'Ebraismo ortodosso moderno mantiene l'orientamento stabilito nello Shulchan Arukh di Yosef Karo, contrario alla pratica dell'astrologia; citano inoltre Deuteronomio 18:9, che afferma:
È interessante notare che Maimonide, unico nel Medioevo, rifiutò di credere nell'astrologia. In una sua lettera ai rabbini della Francia meridionale, il Rambam distingue tra astronomia, chiamandola vera scienza, e astrologia, chiamandola pura superstizione. "Molte centinaia di anni dopo, il Mondo Occidentale è arrivato alle stesse conclusioni - scrive il rabbino ortodosso Ephraim Buchwald - Maimonide audacemente dichiara che nell'Ebraismo il destino di una persona è determinato solo da Dio, non dalle stelle."
Il Rabbino Capo (Ortodosso) del Regno Unito Jonathan Sacks scrive:

## Astrologia cabalistica
L'astrologia cabalistica, detta anche mazal o mazzaroth/mazalot, ("zodiaco", "destino") è un sistema astrologico basato sulla Cabala ebraica. È usato per interpretare e delineare il genetliaco di una persona, cercando di capirlo attraverso una prospettiva cabalistica.
La maggioranza degli astrologi preparano e usano gli oroscopi per illustrare le posizioni planetarie che si crede influenzino le attività quotidiane. Gli astrologi cabalistici tendono ad assumere una diversa posizione perché desiderano esaminare i pianeti in base a ciascuna Sephira dell'Albero della vita.
Ogni Sephira punta ad un tratto caratteriale specifico che ci aiuta ad identificare esattamente dove ci troviamo lungo il sentiero evolutivo di illuminazione interiore. Ogni Sephira  nell'Albero corrisponde ad un pianeta specifico ed è quindi strettamente allineata all'arte celeste dell'astrologia.

### Corrispondenze planetarie
Ognuna delle dieci Sephirot corrisponde ad una funzione astrologica. Queste corrispondenze astrologiche esistono nel Mondo di Assiah, il più basso dei Quattro Mondi della Cabala.
| Sephira  | Corrispondenza planetaria | Segno astrologico    | Simbolo              |
| -------- | ------------------------- | -------------------- | -------------------- |
| Keter    | Luce Infinita             | n/a                  | –                    |
| Chokhmah | Lo Zodiaco                | n/a                  | –                    |
| Binah    | Saturno                   | Capricorno, Acquario | Capricorno · Aquario |
| Chesed   | Giove                     | Sagittario, Pesci    | Sagittario · Pesci   |
| Ghevurah | Marte                     | Ariete, Scorpione    | Ariete · Scorpione   |
| Tiferet  | Il Sole                   | Leone                | Leone                |
| Nezach   | Venere                    | Toro, Bilancia       | Toro · Bilancia      |
| Hod      | Mercurio                  | Gemelli, Vergine     | Gemelli · Vergine    |
| Yesod    | La Luna                   | Cancro               | Cancro               |
| Malkuth  | Terra                     | nessuno              | –                    |

## Negli apocrifi
Ci sono molti riferimenti agli astrologi negli apocrifi. Il Libro dei Giubilei afferma che Abramo superò le credenze negli astrologi accettando un solo Dio.